# Obraz Lauego

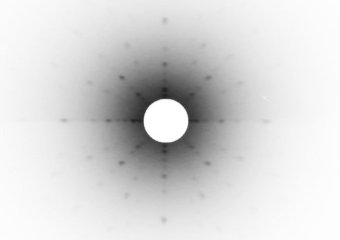
Przykład obrazu Lauego – dyfraktogram kryształu o układzie regularnym, otrzymany dla kierunku 100 (zob. wskaźniki Millera)

Obraz Lauego (diagram Lauego, dyfraktogram Lauego, lauegram, rentgenogram Lauego, ang. Laue's diffraction pattern) – obraz powstający wskutek dyfrakcji po przejściu równoległej wiązki promieniowania rentgenowskiego przez nieruchomy monokryształ.
W doświadczeniu, przeprowadzonym po raz pierwszy przez niemieckiego fizyka Maxa von Lauego (1912), promienie Röntgena tworzyły po przejściu przez kolimator, z otworkiem w płycie ołowianej, wąską wiązkę równoległą. Takie promieniowanie, padając na cienką  monokrystaliczną płytkę siarczku cynku (ZnS), tworzyło na znajdującej się za kryształem kliszy fotograficznej obraz dyfrakcyjny tego kryształu. Dyfraktogram miał wyraźną plamę pośrodku obrazu i szereg rozrzuconych symetrycznie plamek, odpowiadających promieniom spełniającym tzw. „warunek Lauego”. Za odkrycie i opisanie tych zjawisk Max von Laue otrzymał w roku 1914 Nagrodę Nobla w dziedzinie fizyki.

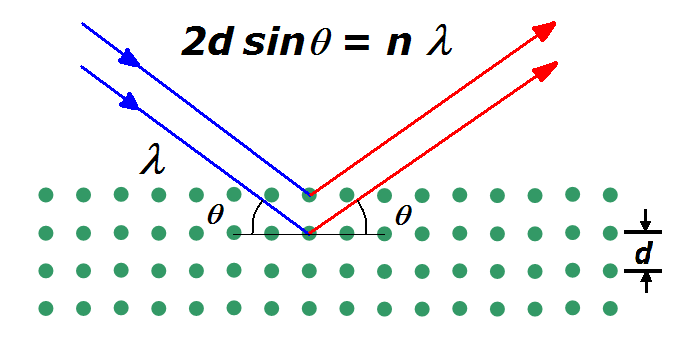
Ilustracja prawa Bragga

Metodę tę zaczęto stosować do badania struktury kryształów różnych substancji, ponieważ ułożenie plamek zależy od rodzaju sieci krystalicznej – wzajemnego położenia regularnie powtarzających się płaszczyzn, z regularnie ułożonymi atomami, która jest 3-wymiarową siatką dyfrakcyjną. W tych warunkach zachodzi ugięcie promieni Roentgena i ich interferencja. Postać obrazu dyfrakcyjnego zależy od rodzaju struktury krystalicznej i od kierunku padania promieni rentgenowskich w stosunku do płaszczyzn krystalograficznych. Wzmocnienie fal o określonej długości wskutek interferencji następuje wówczas, gdy płaszczyzny sieciowe spełniają równanie Bragga, a różnica wektorów falowych, K = k’ – k, jest wektorem sieci odwrotnej (na ilustracji przedstawiono przykład dyfraktogramu kryształu o układzie regularnym, otrzymanego dla kierunku o wskaźniku Millera 100).
Z drugiej strony, jeżeli znana jest budowa kryształu, obraz Lauego pozwala na wyznaczenie  długości fali, dlatego metoda Lauego stosowana jest w spektrografii promieniowania rentgenowskiego.